# Stephen Bolles

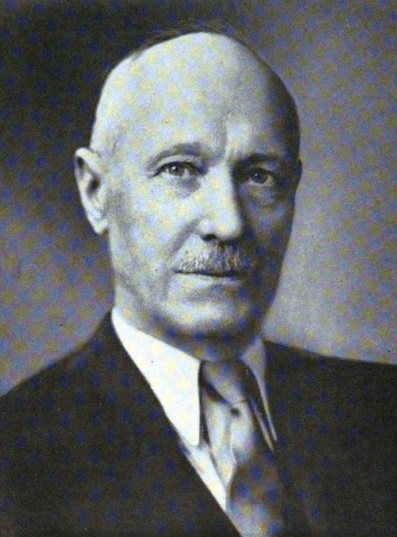
Stephen Bolles

Stephen Bolles (* 25. Juni 1866 in Springboro, Crawford County, Pennsylvania; † 8. Juli 1941 in Washington, D.C.) war ein US-amerikanischer Politiker. Zwischen 1939 und 1941 vertrat er den Bundesstaat Wisconsin im US-Repräsentantenhaus.

## Werdegang
Stephen Bolles besuchte die öffentlichen Schulen seiner Heimat und danach bis 1888 die State Normal School of Pennsylvania. Anschließend studierte er am Milton College in Wisconsin Jura. Er hat aber offenbar nie als Jurist gearbeitet. Zwischen 1893 und 1901 war er in den Staaten Ohio, Pennsylvania und New York im Zeitungsgeschäft unter anderem als Reporter, Korrespondent, Herausgeber und Verleger tätig. Während der Pan-American Exposition in Buffalo im Jahr 1901 leitete er das Pressezentrum. Er war Augenzeuge des Mordanschlags auf Präsident William McKinley.
Politisch war Bolles Mitglied der Republikanischen Partei. Im Jahr 1894 war er deren Vorsitzender im elften Kongresswahlbezirk von Ohio. Er war auch im Parteivorstand der Stadt Toledo. Im Jahr 1896 war er im 26. Kongresswahlbezirk von Pennsylvania Wahlkampfleiter seiner Partei. Von 1902 bis 1903 gab Bolles die Zeitung Buffalo Enquirer heraus. In den folgenden Jahren bekleidete er bei verschiedenen Ausstellungen höhere Ämter. Später wurde Bolles auch schriftstellerisch tätig und begann eine neue Laufbahn als Geschäftsmann. Zwischen 1907 und 1919 war er im Börsengeschäft in Atlanta (Georgia) tätig. Im Jahr 1920 zog er nach Janesville in Wisconsin. Dort arbeitete er erneut im Zeitungsgeschäft. Außerdem setzte er seine politische Laufbahn fort. Im Jahr 1928 war er Delegierter zur Republican National Convention in Kansas City, auf der Herbert Hoover als Präsidentschaftskandidat nominiert wurde.
Bei den Kongresswahlen des Jahres 1938 wurde Stephen Bolles im ersten Distrikt von Wisconsin in das US-Repräsentantenhaus in Washington gewählt, wo er am 3. Januar 1939 die Nachfolge von Thomas Ryum Amlie antrat. Nach einer Wiederwahl im Jahr 1940 konnte er bis zu seinem Tod am 8. Juli 1941 im Kongress verbleiben. Nach einer Nachwahl fiel sein Mandat an Lawrence H. Smith.